# Rand (plaats)
Rand is een civil parish in het bestuurlijke gebied West Lindsey, in het Engelse graafschap Lincolnshire.